# 新彌生站

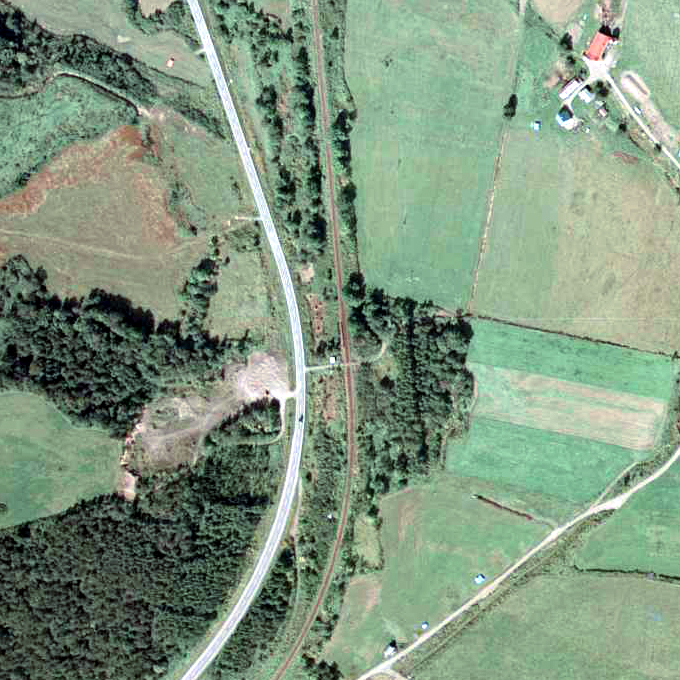
1977年的新彌生臨時乘降場與方圓約500米範圍。上方為濱頓別方向。靠近中頓別一方設有平交道，月台位於平交道北邊的左方。候車室位於平交道旁。周邊比較少民居。與壽站一樣，旁邊設有國道275號。在該國道建成前，只有右下方的細小道路，道路沿山而建，被頓別川隔開，在冬天可能因停止通行而孤立。

新彌生站（日语：／ Shin-Yayoi eki */?）是位於北海道枝幸郡中頓別町字彌生，北海道旅客鐵道（JR北海道）的天北線車站（廢站）。隨著天北線廢線，車站在1989年（平成元年）5月1日廢除。

## 歷史
- 1959年（昭和34年）11月1日 - 日本國有鐵道（國鐵）北見線新彌生臨時乘降場（由局（日语：鉄道管理局）設定）啟用[1]}[2]。
- 1961年（昭和36年）4月1日 - 路線名稱改為天北線，成為該線上的臨時乘降場。
- 1987年（昭和62年）
  - 4月1日 - 伴隨國鐵分割民營化，車站由北海道旅客鐵道（JR北海道）營運[1]。同日升級至車站，成為新彌生站[1]。車站於冬季會暫停服務（臨時車站）。
  - 11月10日 - 從臨時車站變為全年營業的車站[1]。
- 1989年（平成元年）5月1日 - 天北線全線廢除，此站也廢除[1]。

## 車站構造
截至車站廢除前，車站是一座地面車站，設有1面1線的單式月台。
由於車站原自臨時乘降場，因此此站是無人車站。此站沒有車站大樓，只有候車室。

## 站名的由來
車站名稱取自地名「字彌生」。並冠以「新」字。

## 車站周邊
車站位於廣寬的荒野。
- 國道275號（頓別國道）
- 頓別川[3]
- 宗谷巴士（日语：宗谷バス）天北宗谷岬線（日语：天北線 (宗谷バス)）「新彌生」巴士站

## 現況
截至2010年（平成22年），在灌木叢中に仍然有混凝土製造的月台，截至2011年（平成23年）也是同樣。另外截至2011年（平成23年），車站遺址前的空地上遺留了帶有金屬配件的枕木。

## 相鄰車站
北海道旅客鐵道（JR北海道）
天北線
壽－新彌生－下頓別

## 注腳
1. 1 2 3 4 5 6 7  石野哲（編）. . JTB. 1998: 905. ISBN 978-4-533-02980-6 （日语）.
2. ↑  在中頓別町史 P855 中指出，在1956年12月設立了彌生停留所，在1960年9月改名為新彌生。
3. ↑  書籍《北海道道路地図 改訂版》（地勢堂，1980年3月發行）17頁。
4. 1 2 3  書籍《北海道の鉄道廃線跡》（著：本久公洋，北海道新聞社，2011年9月發行）246-247頁。
5. ↑  書籍《新 鉄道廃線跡を歩く1 北海道・北東北編》（JTB出版，2010年4月發行）17頁。